# Bonnevaux (Gard)
Bonnevaux é uma comuna francesa na região administrativa de Occitânia, no departamento de Gard. Estende-se por uma área de 8,81 km². Em 2010 a comuna tinha 89 habitantes (densidade: 10,1 hab./km²).